# Ivo Pitanguy
Ivo Pitanguy (Belo Horizonte, 1923. július 5. – Rio de Janeiro, 2016. augusztus 6.) francia származású brazil plasztikai sebész és író.

## Életpályája
Tanulmányait az Egyesült Államokban, Franciaországban és Angliában végezte. 1953-ban kezdte munkáját egy brazíliai kórházban. 1961. december 17-én egy égő cirkuszi sátor maga alá temetett 2500 embert, hetekig küzdött az életükért. A Brazil Szépirodalmi Akadémia tagja 22-es osztállyal. Volt egy saját klinikája is.